# Steironepion
Steironepion is een geslacht van weekdieren uit de klasse van de Gastropoda (slakken).

## Soorten
- Steironepion delicatus Ortea, Espinosa & Fernandez-Garcès, 2008
- Steironepion hancocki (Hertlein & Strong, 1939)
- Steironepion maculatum (C. B. Adams, 1850)
- Steironepion minus (C. B. Adams, 1845)
- Steironepion moniliferum (G. B. Sowerby I, 1844)
- Steironepion piperata (E. A. Smith, 1882)
- Steironepion pygmaeum (C. B. Adams, 1850)
- Steironepion tincta (Carpenter, 1864)